# Julius Richard Petri
Julius Richard Petri (født 31. maj 1852 i Barmen, død 20. december 1921 i Zeitz) var en tysk bakteriolog og kirurg.
Han er mest kendt for i 1877 at have opfundet petriskålen under sit arbejde som assistent for bakteriologen Robert Koch. 